# Unterrheintal (huyện)
Huyện Unterrheintal (tiếng Pháp: District du Unterrheintal, tiếng Đức: Bezirk Unterrheintal) là một huyện hành chính của Thụy Sĩ. Huyện này thuộc bang Bang Sankt Gallen. Huyện Unterrheintal có diện tích 51 km², dân số theo thống kê của cục thống kê Thụy Sĩ năm 1999 là 40791 người. Trung tâm của huyện đóng ở Widnau. Mã của huyện là ?.